# 박일하
박일하(朴一河, 1963년 9월 29일~)는 대한민국의 정치인이다. 제20대 동작구청장이다.

## 학력
- 제천고등학교 (졸업)
- 서울산업대학교 (토목공학 / 학사)
- 서울산업대학교 철도전문대학원 (철도건설공학 / 석사)
- 서울과학기술대학교 철도전문대학원 (철도건설공학 / 박사)

## 경력
- 부산지방항공청 공항시설국장
- 서울지방국토관리청 건설관리실장
- 익산지방국토관리청 전주국토관리사무소장
- 국토교통부 투자심사담당관
- 국토교통부 광역도시철도과장
- 국토교통부 철도정책과장
- 국토교통부 물류시설정보과장
- 경기도청 건설국장
- 원주지방국토관리청장
- 제20대 대통령선거 국민의힘 선거대책본부 국토교통 특보
- 제20대 대통령선거 국민의힘 선거대책본부조직본부 서울시 동작구 총괄본부장
- 제20대 대통령직인수위원회 경제2분과 자문위원
- 2022.07 ~ : 제20대 민선 8기 서울특별시 동작구청장(초선)
- 희망도시포럼 자문위원단

## 역대 선거 결과
| 실시년도 | 선거      | 대수 | 직책   | 선거구      | 정당     | 득표수   | 득표율          | 순위 | 당락 | 비고           |
| -------- | --------- | ---- | ------ | ----------- | -------- | -------- | --------------- | ---- | ---- | -------------- |
| 2022년   | 지방 선거 | 20대 | 구청장 | 서울 동작구 | 국민의힘 | 99,186표 | \| \| 53.53% \| | 1위  |      | 초선, 민선 8기 |
|          | 53.53%    |      |        |             |          |          |                 |      |      |                |

| 전임 이창우 | 제20대 서울특별시 동작구청장 2022년 7월 1일~ |  |